# Tai-otoshi

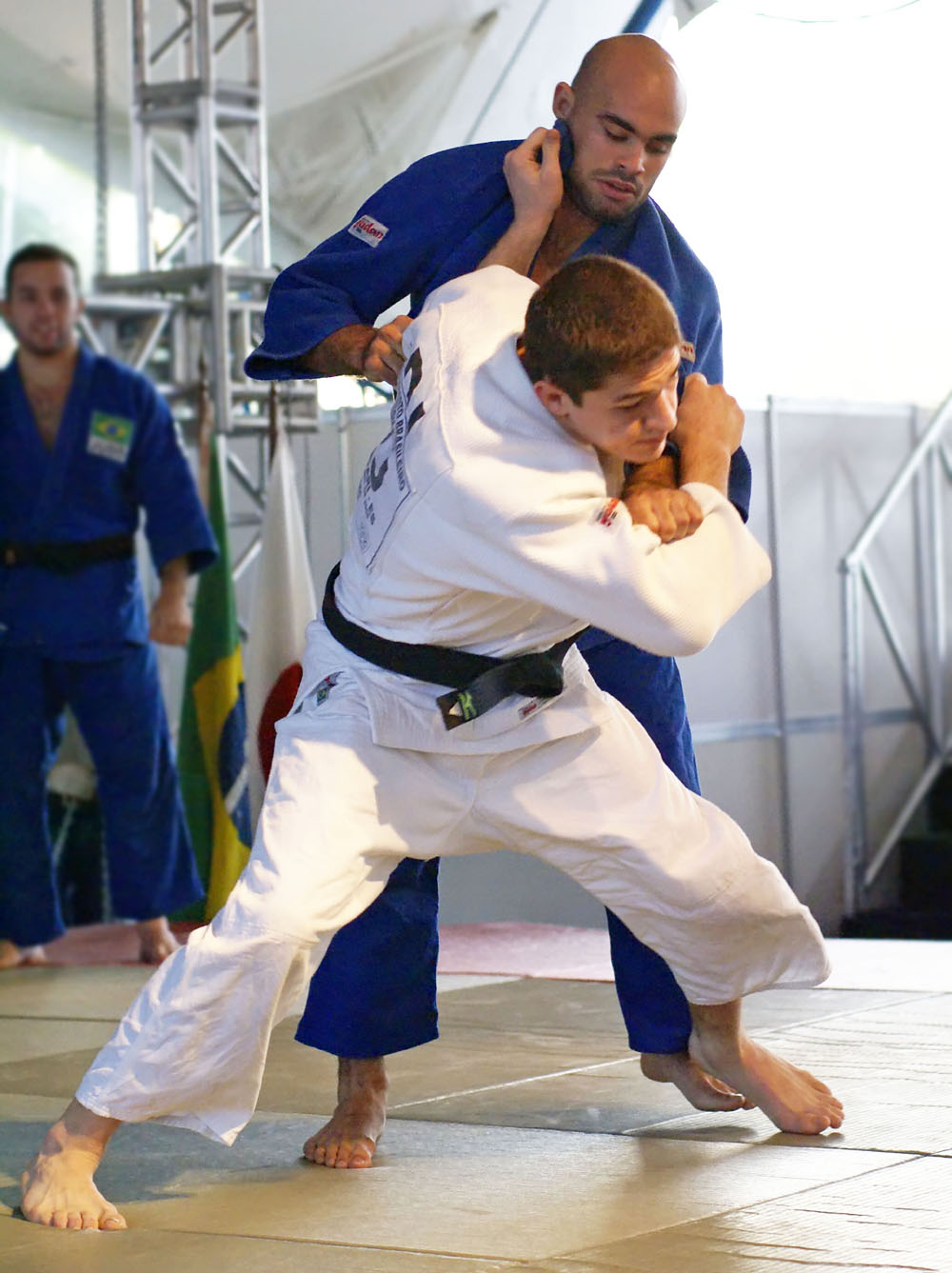
Uitvoering van tai-otoshi

Tai-otoshi (Japans: 体落, lichaam laten vallen) is een van de 40 oorspronkelijke worpen van judo ontworpen door Jigoro Kano. Ze behoort ook tot de 67 huidige worpen van het Kodokan judo. 
Deze werptechniek valt onder de armworpen (te-waza).

## Uitvoering
Hieronder wordt de rechtshandige uitvoering beschreven
- Tori plaatst zijn rechterhand hoog in de rever van uke
- Tori trekt uke uit evenwicht.
- Tori draait in 
  - zakt door zijn linkerknie, ver onder het zwaartepunt van uke
  - plaatst zijn rechterbeen gebogen voor uke, voet gedraaid, tenen in de mat
  - strekt de rechterarm in een voorwaartse beweging
- Als uke volledig uit evenwicht is, strekt tori zijn rechterbeen en maakt hij tegelijk een draaiende beweging met de armen om uke te werpen